# Puerto Caicedo

Localização do da cidade de Puerto caicedo

Puerto Caicedo é um município da Colômbia, localizado no departamento de Putumayo.